# سلفادوكسين/بيرميثامين
سلفادوكسين/بيرميثامين يباع في السوق تحت اسم Fansidar(فانسيدار) , يستخدم كمركب لعلاج مرض الملاريا  وهو عبارة عن سلفادوكسين وهو سلفوناميد مع بيرميثامين (مضاد للكائنات الأولية), حيث يستخدم كعلاج لمدة طويلة ويعطى المريض هذا الدواء بالإضافة إلى ادوية أخرى مضادة للملاريا ك ارتيسنيت artesunate .

الاعراض الجانبية لهذا الدواء تشمل الاسهال وطفح جلدي وحكة والام في الراس وتساقط الشعر، نادرا قد تحدث حالات حساسيه شديدة أو طفح شديد ك كتقشر انسجه البشرة. لا ينصح به للأشخاص الذين لديهم حساسيه من ال سلفوناميد أو لديهم امراض في الكلية أو الكبد، ليس واضحا ان كان ممكن استخدام هذا الدواء في حالات الحمل ام لا. يقوم هذا الدواء بتثبيط قدرة الملاريا على استخدام الفولينك اسيد.

تم اثبات هذا الدواء للاستخدام الطبي لأول مره في الولايات المتحدة الأمريكية في عام 1981. انه على قائمة المنظمة العالمية للصحة للأدوية الاساسية، (الادوية الأكثر فعالية والأكثر امانا في نظام الصحة).
هذا الدواء غير متاح في الاسواق التجارية في الولايات المتحدة الأمريكية.

## الاستخدام الطبي

### الملاريا
تم اثبات هذا الدواء من قبل مؤسسة الغذاء والدواء الأمريكية لعلاج ولمنع الإصابة بمرض الملاريا. هذه التركيبة تعتبر أكثر فاعليه ضد الملاريا المسببة ب Plasmodium falciparum مقارنة بالملاريا المسببة ب P. vivax التي يعتبر ال كلوروكوين الدواء أكثر فعالية ضدها. في حالات غياب التشخيص المحدد للمسبب يمكن استخدام هذا الدواء في هذه الحالة. نتيجة للأعراض الجانبية لهذا الدواء هذا الدواء لم يعد موصى به  ، لكنه يستخدم في الحالات الخطيرة من الإصابة بالملاريا، أو لغايات منع الإصابة به في المناطق الجغرافية التي لا يمكن لا دويه ان تقاوم بمنع الإصابة بالملاريا فيها.

### امراض أخرى
وهذا الدواء أيضا يستخدم في حالات العلاج أو الوقاية من تسمم البلازما، الالتهاب الرئوي (Pneumocystis jiroveci).

## الاعراض الجانبية
و تشمل الاثار السلبية من جراء الإصابة 
•الشائعة (تنتشر بنسبة أكثر من % 1)
-التحسس لهذا الدواء (الحكة، التهاب الجلد التماسي، القشعريرة)
-كبت نقي العظام
-اثاره على الجهاز الهضمي (غثيان، استفراغ، اسهال..)
-الام في الرأس
•النادرة (تنتشر بنسبة اقل من 1%)
-متلازمة ستيفين جونسون
-تقشر طبقات الجلد
-فقر الدم (اللاتكويني)
-فقر الكريات البيض المحبة
-اضطراب البنية المكونة للدم
-يحفز افراز الحمضات (eosinophilia)
-مرض الصفار
-قله الصفيحات هذا قد يسبب نزيف..
-نخر في الكبد
-التهاب الكبد
-تضخم في الكبد
-تسمم في الكلية
•اعراض لا يعرف مدى انتشارها 
-خسارة الوزن
-الام في البطن
-تساقط الشعر
-التحسس للضوء
-الإرهاق
-حراره
-خلل في فحوصات الكبد الوظيفية (ارتفاع في نسبه ALT ,AST , ALKALINE PHOSPHATE Bilirubin concentration)
-التهاب الأعصاب
-التهاب اللسان الضموري
-التهاب المعدة

## المتعارضات
يتعارض هذا الدواء مع الحالات التالية:
-في حالات فقر الدم الناتجة من نقص الفوليك اسيد
-حالات الحساسية لاي من الدواءين أو لأي عنصر اخر في التركيبة
-في حالات الأطفال اقل من شهرين
-وقاية: حالات الحمل في نهايته
-وقاية: الام المرضعة
-الاستخدام الطويل في حالات الفشل الكلوي أو فشل الكبد أو حالات الاعتلال الدموي

## روابط خارجية
- تريميثوبريم/سلفاميثوكسازول (co-trimoxazole)